# Nergis Usta
Nergis Usta (* 23. Mai 1977) ist eine in Berlin lebende türkische Filmregisseurin.
Usta dreht seit 2001, bisweilen nach eigenen Drehbüchern, Kurzfilme. Daneben wirkt sie bis heute in weiteren Funktionen an beachteten Filmproduktionen anderer Regisseure mit. 2003 war sie beispielsweise zweite Regieassistentin bei Fatih Akıns preisgekröntem Gegen die Wand. Nachdem sie für ihren eigenen Kurzfilm 13 Jahre (2006) von der Filmbewertungsstelle Wiesbaden das „Prädikat wertvoll“ erhalten hatte, drehte Usta ihren ersten langen Spielfilm: Katrin's Cihad (2007) nach einem Drehbuch von Kenan Gül entstand für das deutsche Fernsehen. Der Film erschien später auf einer DVD. Die Tochter türkischer Eltern wirkt auch als Produzentin.